# Erislandy Álvarez
Erislandy Álvarez (født 2000) er en cubansk bokser.
Han repræsenterede Cuba ved sommer-OL 2024 i Paris, hvor han vandt guld i letvægtsdivisionen.